# Ancey
Ancey település Franciaországban, Côte-d’Or megyében. Lakosainak száma 451 fő (2022. január 1.). Ancey Pasques, Mâlain, Baulme-la-Roche, Fleurey-sur-Ouche, Lantenay és Panges községekkel határos.

## Népesség
A település népességének változása:
| Lakosok száma | 244  | 254  | 297  | 377  | 416  | 433  | 442  | 450  | 449  | 451  |
|               | 1968 | 1982 | 1990 | 2006 | 2013 | 2015 | 2017 | 2019 | 2020 | 2022 |